# Erdei-Szabó István
Erdei-Szabó István, eredeti neve: Szabó István (Bucsa, 1958. december 15. – Karcag, 2020. június 14.) költő, a Magyar Nemzeti Írószövetség tagja. 

## Életútja
A Lét/szükség/állapot című kötetében így ír magáról:
"1958. december 15-én születtem Bucsán, a Sárrét szélén, a Háromföld határán, azon a tájon, ahol Szűcs Sándor, Győrffy István és boldog emlékezetű barátom, költőtársam és mentorom, Körmendi Lajos. Sokat köszönhetik nekik a lélek-öltözködés divatmentes világának megismerésében. 1977-ben az V. Sárvári Diákköltők-Diákírók Találkozóján Nagy Lászlónak című versemmel bronz oklevelet nyertem; ez a vers volt első publikációm. Később az FMK jeligés irodalmi pályázatán 1986-ban szintúgy bronz oklevelet nyertem, majd a Mozgó Világ Kézjegy című összeállításában Sumonyi Papp Zoltán is bemutatott más szerzőkkel együtt.
Komoly változást hozott életemben a Jászkunság folyóirat körül kialakult szellemi pezsgés, hiszen egyszerre lehettem annak munkatársa és sűrűn megjelenő szerzője is. (Körmendi Lajos volt a főszerkesztő.)
Később közölte verseimet, írásaimat, recenzióimat a Polísz, a Palócföld, a Tekintet, a Forrás, a Jászkunság, a Dunapart, a Széljárás és egy versemet 1994-ben az Ausztráliai Magyarság is lehozta. Legújabban a Kapu és az Agria folyóirat közli folyamatosan írásaimat. 
Hiszek a vers, a költészet újbóli feltámadásának szükségességében, léleképítő erejében."

## Kötetei
- A lélek kavicsai (Tartu, 1992)
- Kincsek és roncsok (Karcag, 1995)
- A távolság leltárhiánya (Barbaricum Könyvműhely, Miskolc, 1999)
- Emlék/fel/ezés (Felsőmagyarország Kiadó, Miskolc, 2006)
- Lét/szükség/állapot (Felsőmagyarország Kiadó, Miskolc, 2016)